# Andy Blair
Pour les articles homonymes, voir Blair.
Andy Blair est un footballeur écossais né le 18 décembre 1959 à Kirkcaldy. Il évoluait au poste de milieu.

## Biographie
Andy Blair commence sa carrière au sein du Coventry City en 1978,.
En 1981, il rejoint Aston Villa,.
Aston Villa remporte la Coupe des clubs champions lors de la campagne 1981-1982. Blair dispute trois matchs dont la double confrontation en quart de finale contre le Dynamo Kiev. Il reste sur le banc lors de la finale remportée 1-0 contre le Bayern Munich,.
Il joue le match de retour de la Supercoupe de l'UEFA 1982 remportée contre le FC Barcelone,.
En 1983, il est prêté au Wolverhampton Wanderers,.
De 1984 à 1986, Blair est joueur du Sheffield Wednesday,.
Il retourne à Aston Villa ensuite. Il est prêté à Barnsley pour la saison 1987-1988,.
Après une dernière saison 1988-1989 à Northampton Town, Blair raccroche les crampons,.
Le bilan de la carrière d'Andy Blair s'élève à 211 matchs disputés en première division anglaise, pour neuf buts inscrits, cinq maths en Coupe d'Europe des clubs champions, un match en Coupe de l'UEFA, et enfin une rencontre en Supercoupe d'Europe.
Avec l'équipe d'Écosse espoirs, il participe à deux reprises au championnat d'Europe espoirs. Il joue les quarts de finale face à l'Angleterre en 1980, puis les quarts de finale face à l'Italie en 1982.
En juillet 1988 il effectue un essai non concluant au Stade lavallois

## Palmarès
Aston Villa
| - Charity Shield (1) : - Champion : 1981. |  | - Coupe des clubs champions (1) : - Vainqueur : 1981-82. - Supercoupe de l'UEFA (1) : - Vainqueur : 1982. |